# Корейское синтоистское святилище

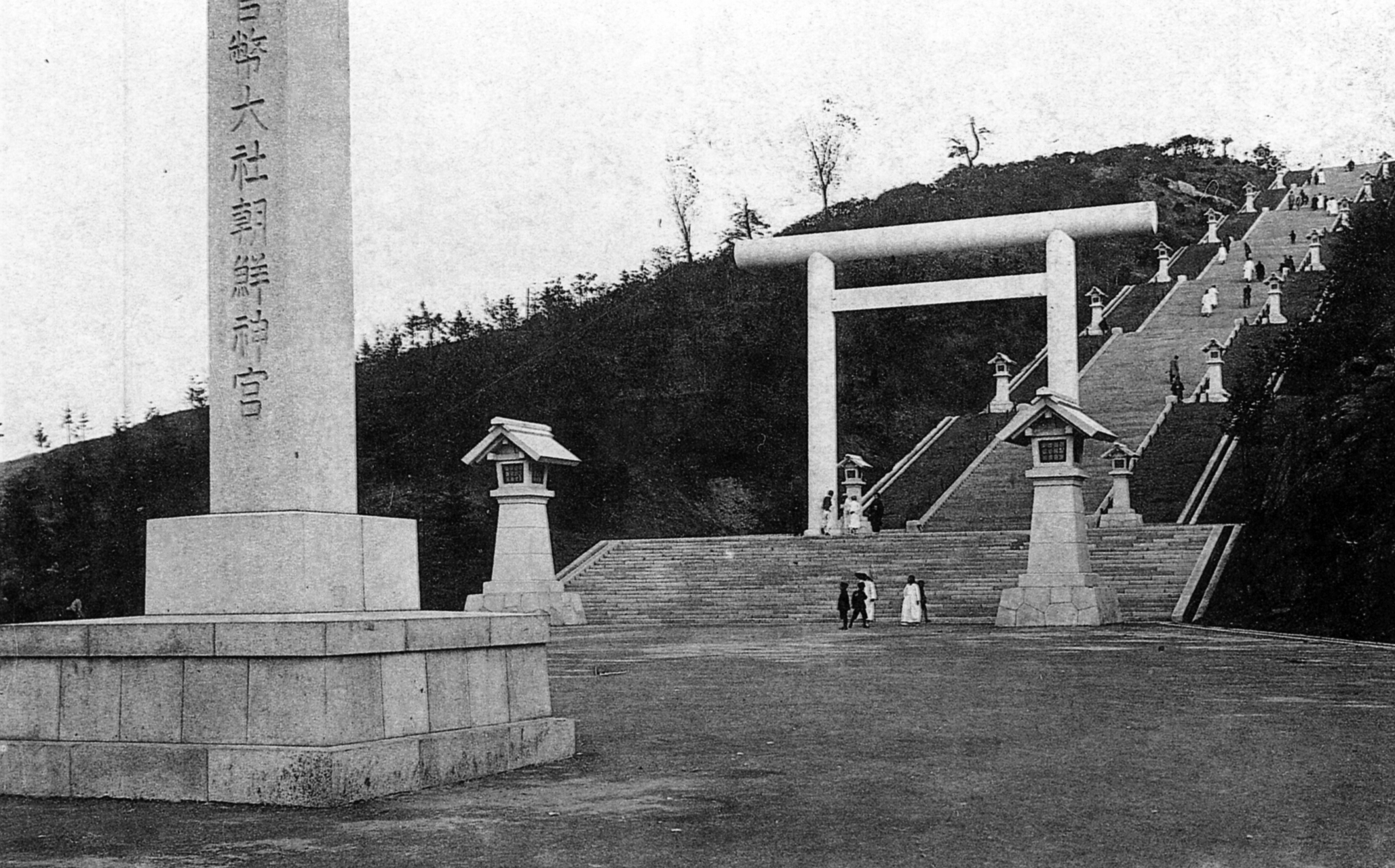
Корейское синтоистское святилище

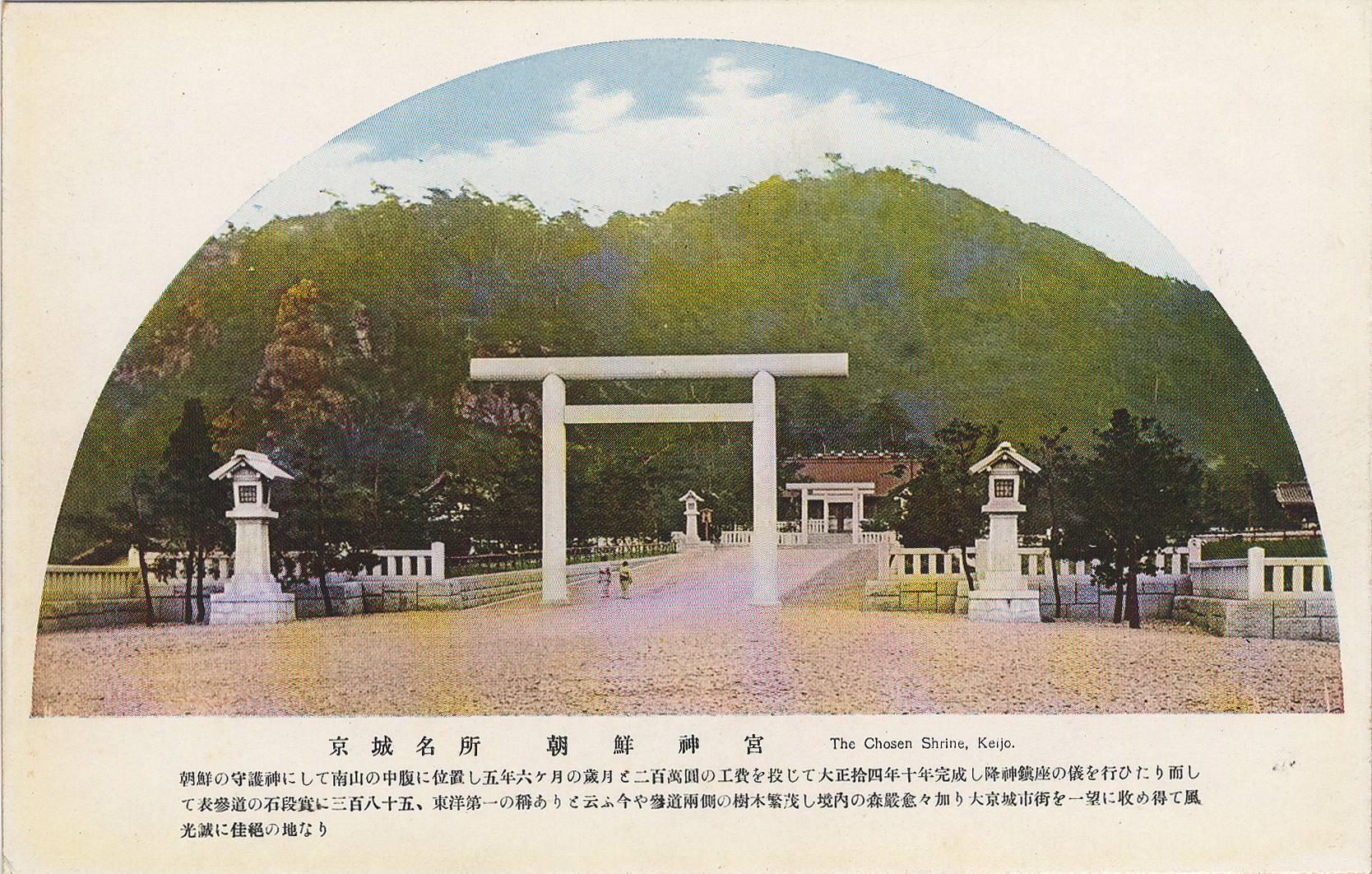

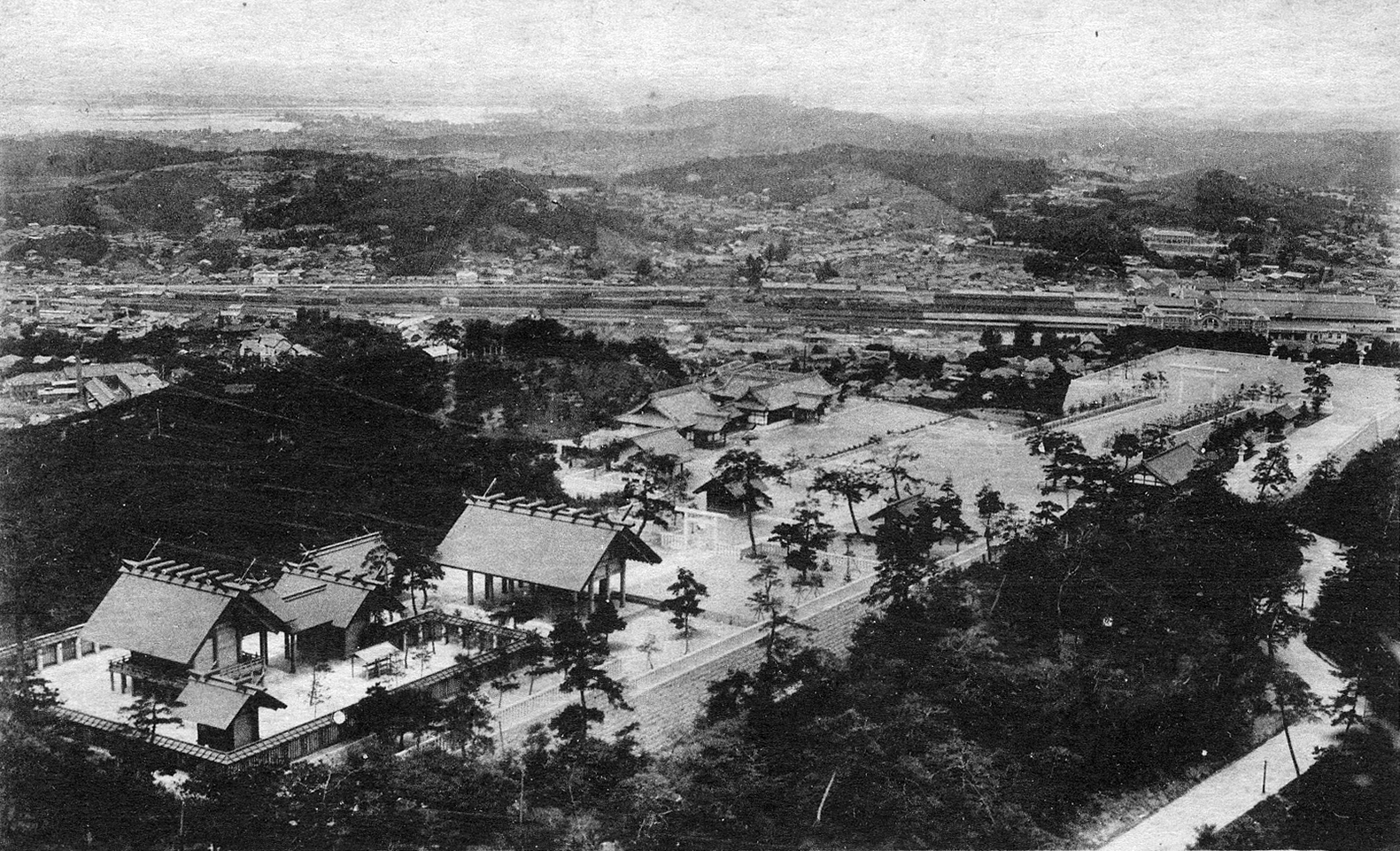

Корейское синтоистское святилище (яп. 朝鮮神宮 Тёсэн дзингу, кор. 조선신궁 Чосон сингун) — главное синтоистское святилище колониальной Кореи. Находилось на горе Нандзан (ныне Намсан) в Кэйдзё. Строительство святилища было завершено 17 октября 1925 года. В святилище почитались ками Аматэрасу и император Мэйдзи. Позже к ним добавились императрица Дзингу и Тоётоми Хидэёси. Святилище было разрушено 7 октября 1945 года, через несколько месяцев после получения Кореей независимости 15 августа.